# Port Charlotte
Port Charlotte er navnet på en røget single malt whisky som laves på Bruichladdich Destillery på den skotske ø Islay, hvor den fremstilles. Port Charlotte whiskyer er kendt for deres kraftige røgsmag, der kendetegner Islay-whiskyer generelt. Derudover har Port Charlotte en meget karakteristisk smag. Port Charlotte blev oprettet i forbindelse med Jim McEvans (Master Distiller) tiltræden i Bruichladdich, som typisk er kendt for en søde, behagelige og afrundede whiskyer. Han oprettede dette distilleri, som er meget forskelligt fra Bruichladdich, da Port Charlotte aftapninger indeholder meget røg. Jim McEvan stiftede også  Octomore, som er verdens mest røgede whisky. Octomore 5.1 når hele 169 ppm. Det tætteste på det er Ardbeg Supernova First Editions på 100 ppm. 

## Aftapninger
Blandt de officielle aftapninger af Port Charlotte kan nævnes:
- Port Charlotte An Turas Mor 46%
- Port Charlotte The Peat Project 46%
- Port Charlotte PC5 63,5%
- Port Charlotte PC6 63%
- Port Charlotte PC7 61%
- Port Charlotte PC8 60,5%
- Port Charlotte PC9 59,1%
- Port Charlotte PC10 59,8%
- Port Charlotte The Ten Year Old 46%